# Aphaenogaster gigantea
Aphaenogaster gigantea é uma espécie de inseto do gênero Aphaenogaster, pertencente à família Formicidae.